# 金井幸佐久
金井 幸佐久（かない こうさく、1903年1月19日 - 没年不明）は、日本の郷土史家。群馬県吾妻郡中之条町出身。民俗学・教育史・宗教史に造詣が深く、多くの著書があり、100歳を超えてなお執筆活動に取り組んでいることでも話題を呼んだ。
1936年 群馬県師範学校専攻科を卒業。坂上村坂上小学校に就職し同校教頭をへて、群馬県立吾妻高等学校教頭を勤める。中之条町誌編集委員、群馬県文書館調査委員、群馬県地域文化研究協議会評議員などを歴任した。

## 主な著作・論文
- 「吾妻教育会雑誌 続」上毛新聞社（2005年）
- 「吾妻郡キリスト教史」上毛新聞社（2003年）
- 「吾妻郡教育史」上毛新聞社（2003年）
- 「吾妻の蘭学者たち」上毛新聞社（2001年）
- 「初期吾妻高等小学校の吾妻教会との連結」群馬文化265（2001年）
- 「高野長英と吾妻」上毛新聞社（1992年）
- 「再改正教育令により発足した高等小学校とその社会教化」群馬県史研究27（1988年）
- 「上州狩宿関所御用留日記」国書刊行会（1987年）
- 「学制時代小学校の開校と教員」群馬県史研究24（1986年）
- 「写真集明治大正昭和あがつま」国書刊行会（1986年）
- 「朝比奈己幸の社会主義への道とその生涯」群馬県史研究17（1983年）
- 「曹洞宗宝満山白雲院林昌寺破仏事件の一考察」群馬県史研究14（1981年）